# Peloribates rigidicoma
Peloribates rigidicoma är en kvalsterart som beskrevs av Hammer 1958. Peloribates rigidicoma ingår i släktet Peloribates och familjen Haplozetidae. Inga underarter finns listade i Catalogue of Life.